# Dihammaphora bivitticollis
Dihammaphora bivitticollis là một loài bọ cánh cứng trong họ Cerambycidae.